# تياغو هنريكي غونسالفيس
تياغو هنريكي غونسالفيس هو لاعب كرة قدم برازيلي في مركز حراسة المرمى، ولد في 6 فبراير 1982 في ريبيراو بريتو في البرازيل. لعب مع أتلتيكو باراناينسي وإنتر ميلان وريد بل براغانتينو ونادي أوكسير ونادي بالميراس ونادي بوا إيسبورت ونادي جريميو مارينغا ونادي فيروفياريا ونادي كورينثيانز.